# Melnîkî-Mostîșce, Kamin-Kașîrskîi
Melnîkî-Mostîșce (în ucraineană Мельники-Мостище) este localitatea de reședință a comunei Melnîkî-Mostîșce din raionul Kamin-Kașîrskîi, regiunea Volînia, Ucraina.

## Demografie
Componența lingvistică a localității Melnîkî-Mostîșce
     Ucraineană (99,87%)
     Alte limbi (0,13%)
Conform recensământului din 2001, majoritatea populației localității Melnîkî-Mostîșce era vorbitoare de ucraineană (99,87%), existând în minoritate și vorbitori de alte limbi.